# 国際連合の旗

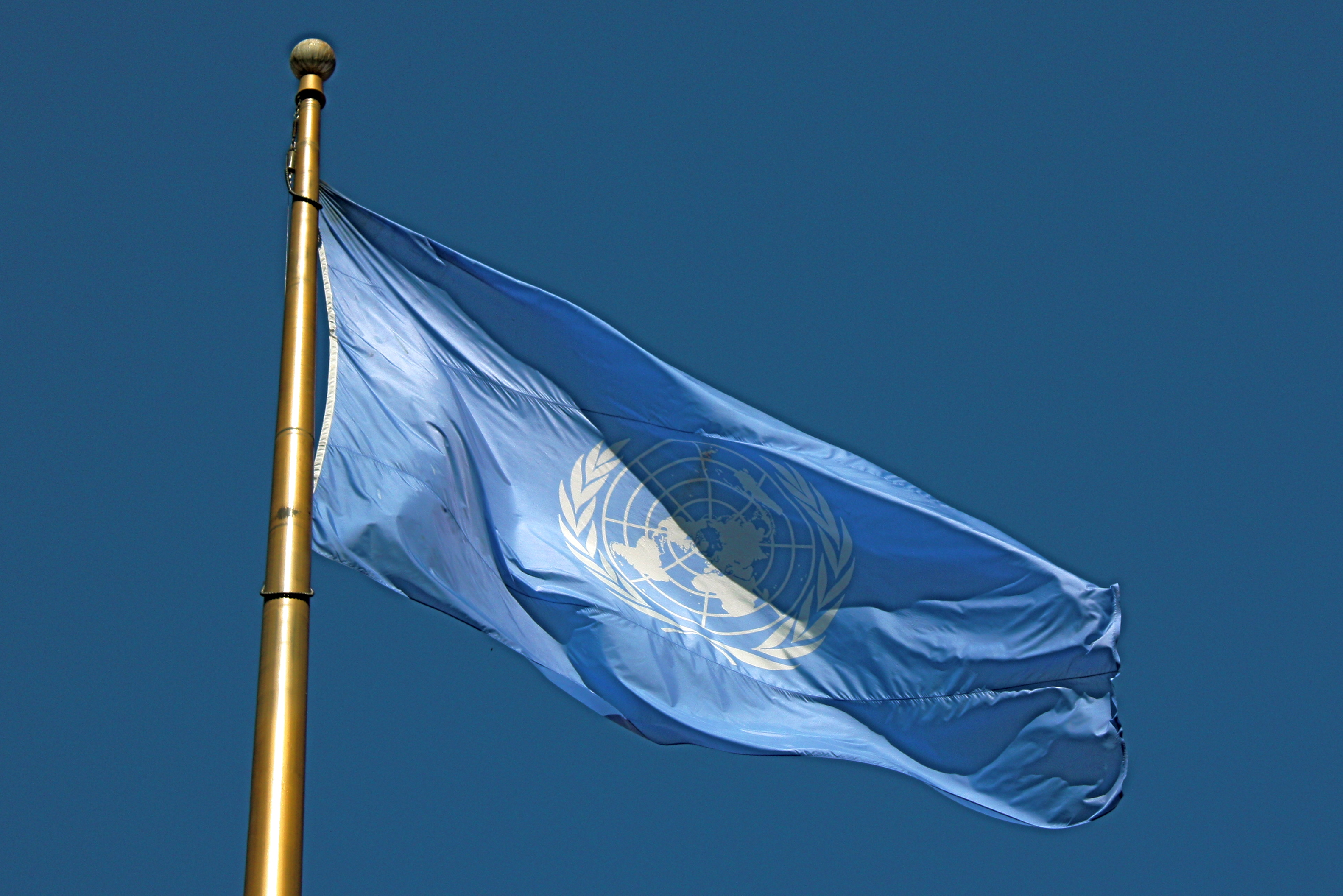
サンフランシスコの国連プラザに掲揚された国連の旗

国際連合の旗（こくさいれんごうのはた）は、国際連合を象徴する旗である。1947年に開催された第2回国際連合総会において制定・決議されたもので、水色の背景の上に白い国連の紋章が描かれている。

## デザイン

国連の紋章

国連の紋章のデザインは、以下のように規定されている。
A map of the world representing an azimuthal equidistant projection centred on the North Pole, inscribed in a wreath consisting of crossed conventionalized branches of the olive tree, . . .  The projection of the map extends to 60 degrees south latitude, and includes five concentric circles.—Official Seal and Emblem of the United Nations, Report of the Secretary-General, 15 October 1946
日本語版
オリーブの木の枝を交差させた輪に内接された、北極を中心とした正距方位図法を表す世界地図。地図の投影は南緯60度までで、5つの同心円を含む。—国連の公式印章と紋章、事務総長報告書、1946年10月15日
オリーブの枝は平和の象徴であり、世界地図は世界の全ての人と国を表している。
白と水色は国連の公式色である。国連の旗に描かれている紋章の大きさは、旗の縦の長さの2分の1である。

## 歴史

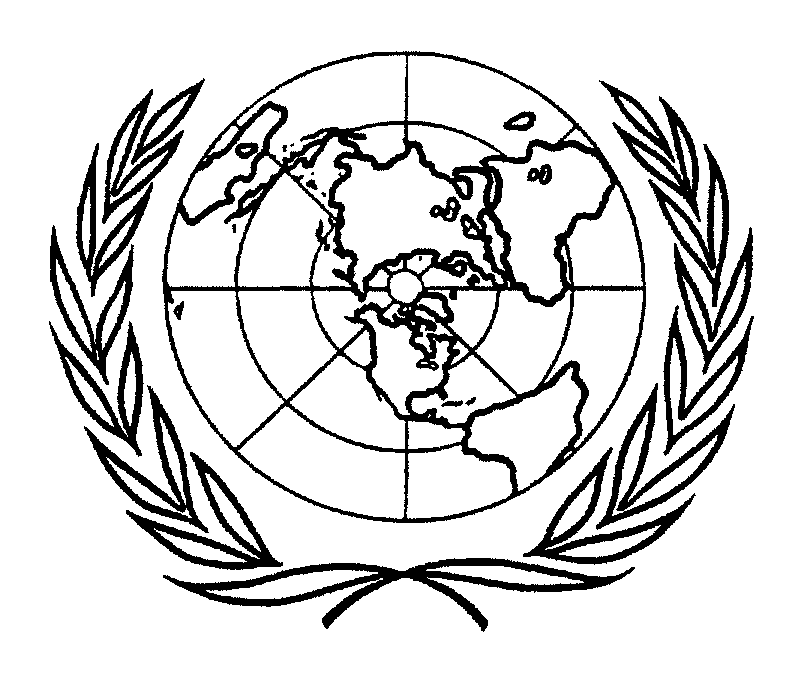
国連憲章の表紙に掲載された紋章。国連憲章が採択されたのは1945年6月26日で、国連の旗が正式に採択される前のことである。特筆すべきは、地図の下側の直立した部分が西経100度線を中心にしており、北米を目立つ位置に配置していることである。後のバージョンの国際連合の紋章では本初子午線（経度0度）に近い位置に変更され、最終的には本初子午線が真下になるように修正された。

民間において作成された連合国の非公式旗

連合国名誉旗。1943年から1948年頃まで「連合国」(United Nations)のシンボルとして使用されていた。

1945年4月にサンフランシスコで開催されたサンフランシスコ会議の主催者は、代表団を識別するためのピンバッジのデザインを考えていた。アメリカ代表団議長のエドワード・ステティニアス国務長官は、そのデザインが一時的なものではなく国連の恒久的なシンボルになる可能性があることに気づいた。彼はオリバー・リンカーン・ランドクィスト率いる委員会を設立し、ドナル・マクラフリンが作成したデザインから、葉で囲まれた世界地図で構成されるデザインを開発した。

マクラフリンは以前、中央情報局(CIA)の前身である戦略任務局(OSS)のグラフィックチーフを務めていた。彼のデザインで採用された正距方位図法は、第二次世界大戦中に『フォーチュン』や『ライフ』に掲載される地図を製作していたリチャード・エデス・ハリソンの地図に大きな影響を受けていた。
紋章の背景の青は、正確な色合いを国連が正式に指定したことはないが、「戦争を表す赤の反対色」として選ばれた。1945年に選ばれたオリジナルの色は、現在の国連の旗とは異なるグレーブルーだった。オリジナルのデザインで使用された地図は、会議のホスト国であるアメリカが下側の目立つ位置に配置されたものであった。アルゼンチンが会議に参加することは当初予定されていなかったため、アルゼンチンの位置で地図が切れている。
1946年、国連の委員会より旗のデザインが1946年12月2日に提出され、紋章部分に関しては1946年12月7日の第2回国際連合総会で採択された。国連の旗に使用された紋章は、特定の国を特別扱いすることのないように、本初子午線（0度経線）と180度経線が地図の中央になるようにデザインされた。旗全体に関しては1947年10月20日に採択されている。

## 使用
国際連合旗規定により、他の旗と共に掲揚する場合、他のいかなる旗も国際連合の旗よりも高い位置（上位）に掲揚されてはならず、また旗の大きさも国際連合の旗より大きいものであってはならないとされている。加盟国の国家元首死去などの際の弔意表明には、半旗にもなされる。
国際連合及び関連要員の安全に関する条約により、国連の紋章と国連の旗は、武力紛争時の攻撃を防止するための防護標識として、国連平和維持活動の要員及び物資に使用することができる。
また、国連の旗は、他の国旗と一緒に駐屯地旗として掲揚することができる。駐屯地旗として使用する場合のサイズは10フィート×30フィートである。

## 派生した旗
国連機関や国連統治下の国において、青地にオリーブのモチーフを用いた、国連旗から派生した旗が使用されることがある。

### 国連機関

国際原子力機関(IAEA)
国際民間航空機関(ICAO)
国際労働機関(ILO)
国際海事機関(IMO)
世界保健機関(WHO)
世界気象機関(WMO)